# Cercle Beethoven
Der Cercle Beethoven (französisch, deutsch: Beethoven-Kreis) war eine Kulturbeziehung zwischen Frankreich und der Deutschen Demokratischen Republik (DDR), die von Ende der 1950er Jahre bis 1968 bestand.
Ziel war ein Kulturaustausch und ein Dialog zwischen Künstlern bzw. Kulturwissenschaftlern der beiden Länder. Ausgangspunkt war die Zusammenarbeit der französischen Musikwissenschaftlerin Brigitte Massin mit dem in der DDR lebenden Harry Goldschmidt. Dem Kreis gehörten außerdem Jean Massin und die Sopranistin Irèn Joachim an. Die im Jahr 1958 veranstaltete Beethoven-Ausstellung in Paris basierte auf der Arbeit des Cercle Beethoven.
In ähnlichem Kontext bzw. in gleichen Zeiten gab es u. a. einen Heine-Kreis und Dürer-Kreis.